# ¡Viva la Cobra!
¡Viva la Cobra! es el segundo álbum de estudio de Cobra Starship, y fue lanzado el 23 de octubre de 2007. Fue producido por el miembro de Fall Out Boy Patrick Stump, que también canta como invitado en algunas partes del álbum. Este álbum llegó a la posición número 80 en la lista Billboard 200. Ha vendido hasta la fecha más de 40 mil copias.

## Antecedentes
Cobra Starship se formó en el 2005 luego de que el bajista de Midtown, Gabe Saporta, hiciera un viaje al desierto de Arizona. Durante este tiempo, Saporta fue «en busca de una visión», pasando su tiempo con las tribus de nativos americanos y fumando peyote. Allí comenzó a crear su visión de una nueva banda, de un estilo melódico de música, fuertemente influenciada por el synthpop y el hip-hop. Al volver a su casa, Saporta alquiló una casa en las montañas de Catskill y comenzó a escribir lo que se convertiría en el álbum debut de la banda, While the City Sleeps, We Rule the Streets. Por otra parte, él publicó una parodia a la canción «Hollaback Girl» de Gwen Stefani llamada «Hollaback Boy» en Myspace. La canción hizo que Saporta ganara notoriedad en internet y finalmente firmó un contrato con Decaydance Records, la compañía discográfica del bajista de Fall Out Boy Pete Wentz.
Pronto la compañía gestora de Midtown le dio a Saporta la oportunidad de grabar una canción para la banda sonora de la película Snakes on a Plane. Junto con miembros de The Academy Is..., Gym Class Heroes y The Sounds, Saporta grabó «Snakes on a Plane (Bring It)», que se convirtió en un éxito menor. Durante la grabación de While the City Sleeps, We Rule the Streets, Saporta comenzó a contratar nuevos miembros para completar la alineación de la banda. Primero enroló al baterista Nate Novarro, a quien conoció en la gira mientras Novarro vendía mercancías para sus compañeros de gira Hidden In Plain View. Después de haber visto a Saporta en Entertainment Weekly, el guitarrista Ryland Blackinton y el bajista Alex Suárez —quienes vivían en el mismo edificio de apartamentos que el baterista de Midtown, Rob Hitt—, le enviaron un correo electrónico a Saporta solicitando si podían ingresar al grupo. La formación se completó con la keytarista Elisa Schwartz, quien posteriormente sería remplazada por Victoria Asher en diciembre de 2006.

## Producción
Durante el Honda Civic Tour del 2007, el grupo comenzó a escribir música juntos. Los miembros grabaron sus partes individualmente en sus computadoras portátiles en el autobús de la banda.  Para cuando Cobra Starship entró al estudio para trabajar en un nuevo álbum, la mayor parte del material ya estaba escrito. El álbum fue grabado en veinte días en el estudio Mission Sound Studios de Brooklyn, Nueva York.

## Composición

### Música
El álbum ha sido descrito como «once canciones de fiestas improvisadas desvergonzadas, llenas de electropop pegadizo, riffs de guitarra superproducidos, y de vez en cuando el codificador de voz de estilo T-Pain iniciado en buena medida». «Smile for the Papparazzi» tiene influencias latinoamericanas, e «introduce un toque del calor hispano a un álbum completamente americanizado».

## Temas
| N.º | Título                                                                                  | Duración |  |
| 1.  | «The City is at War»                                                                    | 2:51     |  |
| 2.  | «Guilty Pleasure» (con Patrick Stump)                                                   | 3:22     |  |
| 3.  | «One Day, Robots Will Cry»                                                              | 3:40     |  |
| 4.  | «Kiss My Sass» (con Travie McCoy)                                                       | 3:41     |  |
| 5.  | «Damn You Look Good and I'm Drunk (Scandalous)» (con V.I.P.)                            | 3:51     |  |
| 6.  | «The World Has Its Shine (But I Would Drop it on a Dime)»                               | 3:25     |  |
| 7.  | «Smile for the Paparazzi»                                                               | 3:21     |  |
| 8.  | «Angie»                                                                                 | 3:54     |  |
| 9.  | «Prostitution is the World's Oldest Profession (And I, Dear Madame, Am a Professional)» | 2:38     |  |
| 10. | «My Moves Are White (White Hot, That Is)»                                               | 3:55     |  |
| 11. | «Pleasure Ryland»                                                                       | 2:17     |  |

| iTunes bonus tracks |                                                             |          |  |
| N.º                 | Título                                                      | Duración |  |
| 12.                 | «Three Times a Lady» (Cover de Commodores)                  | 2:44     |  |
| 13.                 | «Placer Culpable» (Versión en español de «Guilty Pleasure») | 3:12     |  |

### Sencillos
- The City is at War
- Guilty Pleasure
- Kiss My Sass

## Posiciones en listas
| Lista (2009)                                        | Posición más alta |
| --------------------------------------------------- | ----------------- |
| U.S. Billboard 200                                  | 80                |
| U.S. Billboard Top Modern Rock[cita requerida]      | 19                |
| U.S. Billboard Comprehensive Albums[cita requerida] | 82                |